# Динайлур
Динайлур (лат. Dinaelurus), от др.-греч. δεινός αἴλουρος «ужасная кошка» и лат.  crassus — «плотный», «крепкий» — крупный (ростом примерно с ягуара) представитель вымершего семейства кошкоподобных хищников нимравид, или «ложных саблезубых тигров». Типовой и пока что единственный представитель рода Dinaelurus. Существовал на Земле в течение примерно 10,2 миллионов лет, с 30,8 по 20,8 миллиона лет назад.

## Внешний вид и строение
Череп динайлура отличается от черепов других нимравид отсутствием признаков саблезубости. Их клыки больше похожи на клыки современных пантер.
Череп очень широкий с короткой лицевой областью.
Зубная формула {\displaystyle I{3 \over ?}C{1 \over ?}P{2 \over ?}M{1 \over ?}}.

## Места и древность находок
Найден на территории США (Орегон), в отложениях олигоцена (26,2—23,6 млн лет назад). Назван и описан палеонтологом Итоном в 1922 году. Отнесён к подсемейству Nimravinae Флинном и Галиано в 1982 году и Брайентом в 1991 году, а к нимравидам — собственно Итоном, а также Л. Мартином в 1998 году.